# Jingle Bells
"Jingle Bells" (på dansk "Bjældeklang") er en af de bedst kendte og mest udbredte amerikanske sange i hele verden. Den blev skrevet James Lord Pierpont (1822–1893) og udgivet under titlen "One Horse Open Sleigh" i efteråret 1857. Det bliver hævdet at den oprindeligt blev skrevet til at blive sunger i søndagsskolens kor, men historikere er dog ikke enige om det, da de mener den er for "hastig" (og sekulr) til at blive sunget i en børnekor i en kirken.
Selvom den oprindeligt var tiltænkt Fastelavn, og ikke at have nogen forbindelse til jul, så blev den associeret med julemusik og juletid generelt i årtierne efter den blev opført første gang på Washington Street i Boston in 1857. I nogle områder begyndte forskellige kor at gøre den til en del af deres repertoire i 1860'erne og 1870'erne, og den var med i forskellige college-antologier i 1880'erne. Den blev indspillet første gang i 1889 på Edisoncylinder.
På dansk er sangen blevet oversat til "Bjældeklang", og den er indspillet af Otto Leisner.